# Tigrou et Winnie, la comédie musicale
Pour plus de détails, voir Fiche technique et Distribution.
Tigrou et Winnie, la comédie musicale ou Tigrou et Winnie dans une comédie musicale au Québec (Tigger & Pooh and a Musical Too) est un film d'animation américain, inspiré de la série télévisée Mes amis Tigrou et Winnie diffusée sur Playhouse Disney Channel, sorti directement en vidéo en 2009.

## Synopsis
Tous les habitants de la Forêt des Rêves Bleus se sont préparés pour un pique-nique organisé par Coco Lapin.
Ce dernier impressionne  par son sens de l'anticipation et de l'organisation, ses amis décident en conséquence de le nommer maire de la forêt. 
Afin d'organiser au mieux les vies de chacun, Coco Lapin promulgue "quelques lois toutes simples pour vivre mieux dans la forêt des rêves bleus". 
Mais quand Tigrou se voit interdit de bondir en dehors de certaines heures, et quand Winnie voit son miel remplacé par des carottes, les choses se gâtent...

## Fiche technique
- Titre original : Tigger & Pooh and a Musical Too
- Titre français : Tigrou et Winnie, la comédie musicale
- Titre québécois : Tigrou et Winnie dans une comédie musicale
- Réalisation : David Hartman et Don Mackinnon
- Musique : Andy Sturmer
- Production : Walt Disney Studios Entertainment
- Distributeur : Buena Vista Home Entertainment
- Pays d'origine :  États-Unis
- Langue : anglais
- Durée : 57 minutes
- Dates de sortie:  France : 1er avril 2009 ;  Royaume-Uni : 6 avril 2009 ;  États-Unis : 7 avril 2009

## Distribution

### Voix originales
- Jim Cummings : Winnie l'Ourson / Tigrou
- Travis Oates : Porcinet
- Ken Sansom : Coco Lapin
- Peter Cullen : Bourriquet
- Oliver Dillon : Lumpy
- Kath Soucie : Maman Gourou
- Chloë Moretz (États-Unis)[1] et Kimberla Berg (Royaume-Uni)[1] : Darby
- Dee Bradley Baker : Buster
- Tara Strong : Porc-Épine

### Voix françaises
- Roger Carel : Winnie l'ourson, Coco Lapin
- Patrick Préjean : Tigrou
- Lisa Caruso : Darby
- Hervé Rey : Porcinet
- Wahid Lamamra : Bourriquet
- Céline Monsarrat : Maman Gourou
- Bonnie Lener : Petit Gourou
- Lewis Weill : Lumpy
- Tanja Schneider : Buster
- Virginie Ledieu : Porc-Épine
- Monique Thierry : Maman Éfélant

### Voix québécoises
- Pierre Lacasse : Winnie l'ourson
- Daniel Picard : Tigrou
- Denis Michaud : Coco Lapin
- Célia Gouin-Arsenault : Darby
- Daniel Lesourd : Porcinet
- Vincent Potel : Bourriquet
- Madeleine Arsenault : Maman Gourou
- Gabriel Turbide : Petit Gourou
- Alexandre Bacon : Lumpy
- Alain Sauvage : Castor

## Autour de la série
Tigrou et Winnie, la comédie musicale est le dernier projet Disney dans le cadre de la série Mes amis Tigrou et Winnie.
La série commence par une chanson qui n'est pas le générique. La chanson est dédiée comme un titre pop mais elle est chantée par tous les habitants.